# Bailey Bass
Bailey Bass (* 18. Juni 2003 in Nashville, Tennessee) ist eine US-amerikanische Schauspielerin.

## Leben
Bailey Bass wurde in Nashville im US-Bundesstaat Tennessee geboren und wuchs ab dem Alter von zwei Jahren im Stadtbezirk Brooklyn in New York City auf. Mit fünf Jahren war sie in einer My-Little-Pony-Werbung zu sehen.
In Moon and Sun von Demetrius Wren verkörperte sie 2014 an der Seite von Christina Wren die Rolle der Essence. Eine Episodenrolle hatte sie 2020 in der Folge Judas und Hiob der Serie Law & Order: Special Victims Unit als Breyona Taylor.  2021 war sie im Weihnachtsfilm A Jenkins Family Christmas von Black Entertainment Television und Regisseur Robin Givens mit Regina Taylor, Kim Coles und Tammy Townsend als LaTrice zu sehen. Im Fernsehfilm (A) Gift of Murder (auch Psycho Sweet 16) von Michael Feifer hatte sie 2022 eine Hauptrolle als Dylan.
In der ersten Staffel der Serie Interview with the Vampire von AMC Networks mit Sam Reid und Jacob Anderson basierend auf der Romanreihe Chronik der Vampire verkörperte sie die 2022 Rolle der Claudia. Im 1994 veröffentlichten Kinofilm Interview mit einem Vampir wurde diese Rolle von Kirsten Dunst dargestellt. In der zweiten Staffel der Serie wurde die Rolle mit Delainey Hayles besetzt.
In Avatar: The Way of Water, dem zweiten Film der Avatar-Filmreihe, übernahm sie die Rolle der Tsireya. Diese Rolle soll sie auch im dritten Film Avatar: Fire and Ash spielen. In der deutschsprachigen Fassung wurde sie von Magdalena Höfner synchronisiert.

## Filmografie (Auswahl)
- 2014: Moon and Sun
- 2020: Law & Order: Special Victims Unit – Judas und Hiob (Fernsehserie)
- 2021: A Jenkins Family Christmas
- 2022: (A) Gift of Murder / Psycho Sweet 16 (Fernsehfilm)
- 2022: Interview with the Vampire (Fernsehserie)
- 2022: Avatar: The Way of Water